# Бийвър (окръг, Оклахома)
Окръг Бийвър (на английски: Beaver County) е окръг в щата Оклахома, Съединени американски щати. Площта му е 4709 km², а населението – 5857 души (2000). Административен център е град Бийвър.